# Alba Sarraute
Alba Sarraute i Pons (Argentona, 29 de julio de 1982) es una directora de teatro, payasa, actriz, música y acróbata española. Ganó el Premio Nacional de Cultura de Cataluña 2023. Desde 2023 codirige la Feria de Circo Trapezi junto a Cristina Cazorla.

## Trayectoria
Se formó en la escuela del Aula de Teatro de Mataró y en el Centro de las Artes del Circo Rogelio Rivel de Barcelona, y se graduó en la Academie de Cirque Contemporain Fratellini de Saint-Denis. Ha dirigido y participado en múltiples espectáculos de teatro experimental de calle y circenses.Como intérprete, destacó su presencia en la producción Capitalismo. Hazles reír, estrenada en el Teatro Circo Price de Madrid, dirigida por Andrés Lima en 2013.El año anterior formó parte de otros dos proyectos del mismo teatro: Navidades en el Price, dirigida por Rob Tannion,y Al Filo. Maratón de Circo Contemporáneo, dirigido por Rolando San Martín.
En 2009 dirigió y protagonizó Mirando a Yukali, espectáculo por el que obtuvo el primer premio del público en Feria de Tárrega y el primer premio del jurado del Festival de Payasas de Andorra. En 2010 coprodujo con el Festival de Payasos de Cornellá el espectáculo Yo soy la otra (La Diva), que también escribió, dirigió y protagonizó. En 2020 estrenó en el Mercado de las Flores, dentro del Festival Griego de Barcelona, la obra Desdèmona, una adaptación de la tragedia clásica Otelo a través de los ojos de su esposa y que tradujo al lenguaje del circo para narrar las pasiones y las maquinaciones que empujan a los personajes,con una estética animalística y monstruosa que corresponde a la brutalidad de la historia de William Shakespeare. Ésta fue la segunda aproximación de Sarraute a la obra del dramaturgo inglés, después de la pieza en solitario Desvariaciones de Otelo, de 2019, en forma de «tributo a los hijos de relaciones fallidas que no nacen» y que presentó al teatro de cámara de Barcelona Círculo Maldá.
En 2023 Sarraute inició junto a Cristina Cazorla una nueva etapa de dirección de la Feria de Circo Trapezi con sede en Reus, prevista para cuatro años.

## Reconocimientos
En junio de 2023 fue distinguida con el Premio Nacional de Cultura de Cataluña junto con la traductora Dolors Udina, el pintor Joan Pere Viladecans y el cantante Joan Manuel Serrat.